# Nate Carr
Nate Carr est un lutteur américain spécialiste de la lutte libre né le 24 juin 1960 à Érié.

## Biographie
Lors des Jeux olympiques d'été de 1988, il remporte la médaille de bronze en combattant dans la catégorie des -68 kg kg.